# سفيتوسلاف بيتروف
سفيتوسلاف بيتروف (بالبلغارية: Светослав Петров) (12 فبراير 1978 بدوبريتش في بلغاريا - ) هو لاعب كرة قدم بلغاري في مركز الوسط. شارك مع منتخب بلغاريا لكرة القدم. أما مع النوادي، فقد لعب مع سسكا صوفيا ونادي بوتيف بلوفديف ونادي تشانغتشون ياتاي ونادي دوبرودزا دوبريتش ونادي كوبان كراسنودار ونادي لوكوموتيف صوفيا ونادي نيفتشي باكو وFC Kaliakra Kavarna ‏.

## روابط خارجية
- سفيتوسلاف بيتروف على موقع قاعدة بيانات كرة القدم.إي يو (الإنجليزية)
- سفيتوسلاف بيتروف على موقع ناشيونال فوتبول تيمز (الإنجليزية)